# Dąbrowa (powiat opolski)

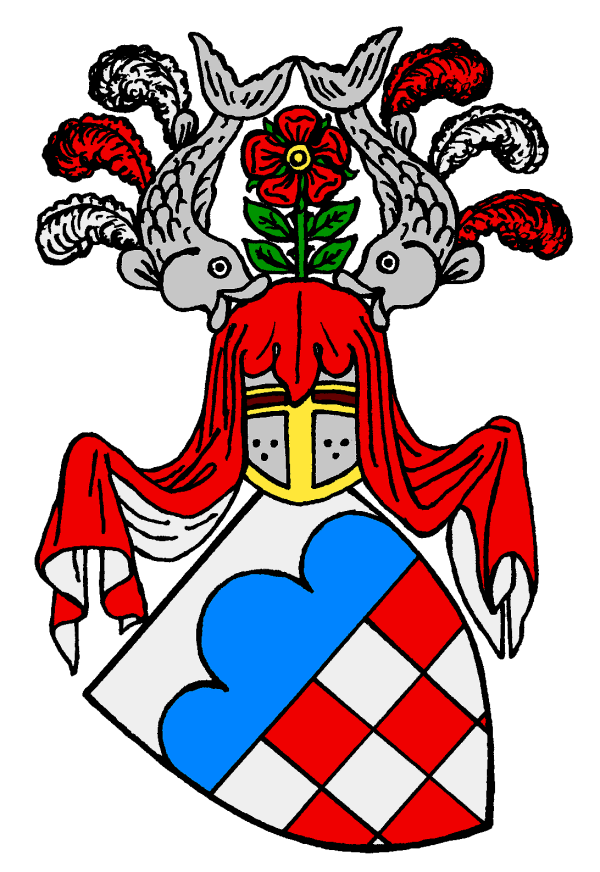
Podstawowy herb Hochbergów

Dąbrowa (niem. Dambrau) – wieś w Polsce położona w województwie opolskim, w powiecie opolskim, siedziba gminy Dąbrowa. Położona ok. 11 km na zachód od Opola, na skraju Borów Niemodlińskich. Liczy ok. 1100 mieszkańców.

## Nazwa
Nazwa pochodzi od staropolskiego określenia lasu złożonego z dębów - dąbrowy. W swoim dziele o nazwach miejscowych na Śląsku wydanym w 1888 roku we Wrocławiu wymienia jako najstarszą zanotowaną nazwę miejscowości Dąbrowa podając jej znaczenie "Eichenheim" czyli po polsku "Dębowy dom". Pierwotna nazwa została później przez Niemców zgermanizowana na Dambrau i utraciła swoje znaczenie.
W 1295 w księdze łacińskiej Liber fundationis episcopatus Vratislaviensis (pol."Księdze uposażeń biskupstwa wrocławskiego") miejscowość wymieniona jest pod nazwą Dambrowa.
Obecną nazwę wsi zatwierdzono administracyjnie 12 listopada 1946.

## Historia
Historycznie Dąbrowa leży na Górnym Śląsku. Od końca XVIII w. wieś posiadała własną pieczęć gminną, na której wizerunku przedstawiono gałązkę z trzema żołędziami wyrastającą z murawy.
Okolice Dąbrowy kilkakrotnie zmieniały przynależność państwową. Od 1945 roku znajdują się w Polsce; początkowo w województwie śląskim, a od 1950, gdy utworzono województwo opolskie, do chwili obecnej – w województwie opolskim.
W latach 1954–1972 wieś należała i była siedzibą władz gromady Dąbrowa. 

## Administracja
W miejscowości znajdują się instytucje użyteczności publicznej: urząd pocztowy, urząd gminy, publiczne gimnazjum oraz szkoła podstawowa. Znajduje się też tutaj stacja kolejowa (Dąbrowa Niemodlińska) przy linii kolejowej Opole - Wrocław. Miejscowość związana z ks. prof. Józefem Sztonykiem, który był tu proboszczem oraz Karolem Musiołem, który był mieszkańcem Dąbrowy.

## Zabytki
Do wojewódzkiego rejestru zabytków wpisane są:
- kościół parafialny pw. św. Wawrzyńca, którego początki sięgają XIII w., z XVII w., 1833 r.
- Pałac w Dąbrowie w zespole z 1615 r. przebudowany w wieku XIX w.: 
  - zamek
  - park o powierzchni przeszło 20 ha otaczający pałac;
  - aleja dojazdową;
- dom zakonny elżbietanek, ul. Polna 4, z 1895 r.